# سد لئو-گامکا
سد لئو-گامکا (به لاتین: Leeu-Gamka Dam) یک سد در آفریقای جنوبی است که در کیپ غربی واقع شده‌است.